# Futbolo Klubas Palanga
Il Futbolo Klubas Palanga, meglio noto come Palanga, è stata una società calcistica lituana con sede nella città di Palanga.

## Storia
Il club venne fondato nell'autunno 2010, colmando un vuoto di cinque anni in cui la città di Palanga era rimasta senza una squadra, dopo lo scioglimento del Gintaras. La squadra venne iscritta in 2 Lyga, terza serie del campionato lituano, per la stagione 2011, stagione che venne conclusa con la vittoria del suo raggruppamento e la promozione in 1 Lyga. Nel 2016, al quinto campionato consecutivo di 1 Lyga, concluse la stagione al secondo posto, venendo così ammesso allo spareggio promozione/retrocessione contro l'Utenis Utena: perse la gara di andata in casa per 2-3 e vinse la gara di ritorno in trasferta per 1-0, ma perse lo spareggio per la regola dei gol in trasferta, rimanendo in seconda serie. Nel 2017 vinse il campionato di 1 Lyga, venendo promosso direttamente in A Lyga, la massima serie del campionato lituano.
Conclude il campionato 2018 al penultimo posto con 20 punti: si gioca quindi lo spareggio contro il DFK Dainava Alytus che domina con due vittorie (2-0 e 3-0), permettendo al Palanga di permanere almeno per un altro anno in A Lyga.

## Palmarès

### Competizioni nazionali
- 1 Lyga: 1

2017
- 2 Lyga: 1

2011

### Altri piazzamenti
- Coppa di Lituania:

Semifinalista: 2019
- 1 Lyga:

Secondo posto: 2016

## Organico

### Rosa 2019
Aggiornata al 16 settembre 2019.
| N. |                     | Ruolo | Calciatore           |
| -- | ------------------- | ----- | -------------------- |
| 31 | Lituania (bandiera) | P     | Marius Paukštė       |
| 2  | Lituania (bandiera) | D     | Aurimas Tručinskas   |
| 3  | Lettonia (bandiera) | D     | Vladislavs Kuzmins   |
| 6  | Russia (bandiera)   | D     | Matvey Guyganov      |
| 14 | Canada (bandiera)   | D     | Andrew Lebre         |
| 34 | Lituania (bandiera) | D     | Klimas Gusočenko     |
| 7  | Lituania (bandiera) | C     | Klaudijus Upstas     |
| 8  | Estonia (bandiera)  | C     | Sergei Mošnikov      |
| 11 | Georgia (bandiera)  | C     | Giorgi Diakvnishvili |
| 14 | Brasile (bandiera)  | C     | Alan Facundo Torres  |

| N. |                           | Ruolo | Calciatore           |
| -- | ------------------------- | ----- | -------------------- |
| 21 | Bielorussia (bandiera)    | C     | Sergey Rusak         |
| 24 | Ucraina (bandiera)        | C     | Andrij Jakovljev     |
| 26 | Croazia (bandiera)        | C     | Josip Jurjević       |
| 30 | Lettonia (bandiera)       | C     | Andrejs Kiriļins     |
| 88 | Lettonia (bandiera)       | C     | Vladimirs Stepanovs  |
| 90 | Lituania (bandiera)       | C     | Tadas Eliošius       |
| 20 | Inghilterra (bandiera)    | A     | Sam Shaban           |
| 27 | Costa d'Avorio (bandiera) | A     | Kouakou Privat Yao   |
| 33 | Lituania (bandiera)       | A     | Dominykas Jakočiūnas |